# Susan Egan
Susan Egan, née le 18 février 1970 à Seal Beach, en Californie, aux (États-Unis), est une actrice, chanteuse et danseuse américaine.
Elle est connue pour son travail sur la scène de Broadway et pour avoir interprété le rôle de Belle dans l'adaptation musicale de Broadway de La Belle et la Bête (1994) et pour avoir prêté sa voix au personnage de Megara dans Hercule (1997), Madame Gina dans Porco Rosso (2005), Rose Quartz sur Steven Universe et Lin dans Le Voyage de Chihiro (Spirited Away).

## Filmographie

### Cinéma
- 1982 : Six Weeks : une danseuse
- 1992 : Deuce Coupe : Beth
- 1992 : Porco Rosso : Gina
- 1997 : Hercule de John Musker et Ron Clements : Megara
- 1999 : Man of the Century : Samantha Winter
- 1999 : Lucid Days in Hell : Susan
- 1999 : Galaxy Quest : Teek
- 2001 : La Belle et le Clochard 2 : Ange (chants)
- 2001 : XCU: Extreme Close Up (en) de Sean S. Cunningham : Karen Webber
- 2001 : Le Voyage de Chihiro : Lin
- 2001 : The Disappearing Girl Trick : Bridget Smith
- 2002 : Falling. In Love : Azure
- 2004 : The Almost Guys (en) d'Eric Fleming : Suzanne Murph
- 2004 : Death and Texas : Corinne Ballard
- 2004 : 30 ans sinon rien : Tracy Hansen
- 2004 : Meet Market : Tess
- 2005 : The Third Wish : Audrey

### Télévision
- 1979 : Live from Lincoln Center : l'étudiante en musique (1 épisode)
- 1990 : Aladdin : Mei Ling
- 1991 : Le Paradis d'Angela : la cheerleader brune
- 1993 : Les Silences d'un homme (Men Don't Tell) : la fleuriste
- 1995 : La Belle et la Bête : Belle
- 1995-1996 : Presque parfaite : Katy Ryan (2 épisodes)
- 1996 : Ménage à trois : Gina (1 épisode)
- 1996 : La Vie à cinq : Lauren Gordon (1 épisode)
- 1998-2000 : Le Drew Carey Show : Suzanne (2 épisodes)
- 1999 : Hercule : Megara (2 épisodes)
- 2000-2002 : Nikki : Mary (41 épisodes)
- 2001 : Disney's tous en boîte : Megara (1 épisode)
- 2002 : Cadence : Heather Bartlett
- 2002 : New York Police Blues : Jennifer Martin (1 épisode)
- 2002 : Arliss : Bobbi Kelso (1 épisode)
- 2002 : Haunted : E.R. Docteur (1 épisode)
- 2005 : Numbers : Becky Burdick (1 épisode)
- 2009 : Dr House : Audrey Greenwald (1 épisode)

### Broadway et scène
- Bye Bye Birdie (1992, U.S. Tour dans le rôle de Kim MacAfee)[1]
- State Fair (1992, tour; 1996, replacement Margie)[2]
- La Belle et la Bête (1994, Belle)
- Triumph of Love (1997, Princess Léonide)
- Cabaret (1998 revival) (1999, 2000, 2003, Sally Bowles)
- Putting It Together (1999, The Mark Taper Forum, California)[3]
- The Unsinkable Molly Brown (2002, "Molly Brown", Sacramento Music Circus)[4]
- Thoroughly Modern Millie (2004, replacement Millie Dillmount)

### Jeu vidéo
- 1997 : Hercule : Megara
- 2004 : Spider-Man 2 : Rosie Octavius
- 2005 : Kingdom Hearts 2 : Megara